# Kristina Ilinyj
Kristina Alexéyevna Ilinyj –en ruso, Кристина Алексеевна Ильиных– (Ekaterimburgo, 27 de noviembre de 1994) es una deportista rusa que compite en saltos de trampolín.
Ganó una medalla de bronce en el Campeonato Mundial de Natación de 2017 y nueve medallas en el Campeonato Europeo de Natación entre los años 2014 y 2021.

## Palmarés internacional
| Campeonato Mundial | Campeonato Mundial    | Campeonato Mundial | Campeonato Mundial   |
| Año                | Lugar                 | Medalla            | Prueba               |
| ------------------ | --------------------- | ------------------ | -------------------- |
| 2017               | Budapest (Hungría)    | Medalla de bronce  | Trampolín 3 m sincro |
| Campeonato Europeo |                       |                    |                      |
| Año                | Lugar                 | Medalla            | Prueba               |
| 2014               | Berlín (Alemania)     | Medalla de plata   | Trampolín 3 m sincro |
| 2015               | Rostock (Alemania)    | Medalla de plata   | Trampolín 3 m        |
| 2015               | Rostock (Alemania)    | Medalla de bronce  | Trampolín 3 m sincro |
| 2016               | Londres (Reino Unido) | Medalla de bronce  | Trampolín 3 m sincro |
| 2017               | Kiev (Ucrania)        | Medalla de oro     | Trampolín 3 m sincro |
| 2018               | Glasgow (Reino Unido) | Medalla de bronce  | Trampolín 3 m sincro |
| 2019               | Kiev (Ucrania)        | Medalla de plata   | Trampolín 3 m        |
| 2019               | Kiev (Ucrania)        | Medalla de bronce  | Trampolín 1 m        |
| 2021               | Budapest (Hungría)    | Medalla de oro     | Equipo mixto         |